# Moscheea din Roma
Moscheea din Roma (în italiană Moschea di Roma) este o moschee din orașul Roma, capitala Italiei. Edificiul este totodată, sediul Centrului Cultural Islamic Italian (Centro Culturale Islamico d'Italia) și are o suprafață de aproximativ 30.000 de metri pătrați. Acest lucru o face cea mai mare moschee din Europa.

## Istorie și arhitectură
Moscheea a fost fondată de către prințul exilat al Afganistanului, Muhammad Hasan și soția sa, Prințesa Razia, cu sprijin financiar din partea regelui Faisal al Arabiei Saudite și a președintelui Hussain Muhammad Ershad din Bangladesh. Terenul pentru construirea moscheii a fost donat în anul 1974 de către Consiliul Municipal al Romei. Cu toate acestea, construcția edificiului a început abia în anul 1984.
Inițial, a existat o opoziție venită din partea populației privind construirea unei mari moschei în capitala italiană. Unii considerau că designul ei oriental nu era potrivit cu specificul orașului, în vreme ce alții erau de părere că nu era potrivit să se construiască o mare moschee în centrul lumii catolice. Opoziția a fost decimată în momentul în care Papa Ioan Paul al II-lea a anunțat oficial că susține acest proiect și că va participa la inaugurare.
La construcția și designul moscheii au lucrat trei arhitecți și ingineri: Paolo Portoghesi, Vittorio Gigliotti and Sami Mousawi. Clădirea a fost finalizată în perioada 1994-1995, iar în data de 21 iunie 1995 a avut loc inaugurarea. La inaugurare au participat Sandro Pertini, președintele Italiei și Papa Ioan Paul al II-lea.
Moscheea este construită într-un stil modern, occidental, conținând însă toate elementele specifice unui lăcaș de cult islamic: mihrab, minbar, minaret etc. Este o clădire de mari dimensiuni, spațioasă, ce poate aduna în același timp la rugăciune în sala interioară și în curte jur de 12.000 de persoane.